# Tobwaan Kiribati Party
Die Tobwaan Kiribati Party (TKP) ist eine politische Partei in Kiribati.
Die Partei wurde im Januar 2016 als Zusammenschluss der Maurin Kiribati Party und der United Coalition Party gegründet und setzt sich aus der Opposition gegen den früheren Präsidenten Anote Tong zusammen. Die beiden Parteien hatten bei den Parlamentswahlen 2015/16 19 der 45 gewählten Sitze im Repräsentantenhaus, dem Maneaba ni Maungatabu, gewonnen. Teatao Teannaki, Mitglied der TKP, wurde anschließend als Sprecher des Parlaments gewählt.
Für das Amt des Präsidenten war Taneti Maamau als Kandidat für die Präsidentschaftswahlen 2016 nominiert, er erhielt 19.833 Stimmen, rund 60 %, und setzte sich in 16 von 23 Wahlbezirken gegen Rimeta Beniamina als neuer Präsident Kiribatis durch.
Der Parteiname bedeutet im Englischen „Embracing Kiribati“ (etwa „Kiribati umarmend“).

## Wahlergebnisse
| Wahl      | Mandate |
| --------- | ------- |
| Wahl 2020 | 22 / 45 |